# Czesław Renkiewicz
Czesław Renkiewicz (ur. 25 maja 1960 w Filipowie) – polski samorządowiec, urzędnik, od 2010 prezydent Suwałk.

## Życiorys
Absolwent technikum mechanicznego i policealnego studium zawodowego. W latach 90. ukończył studia licencjackie z zakresu zarządzania w Wyższej Szkole Finansów i Zarządzania w Białymstoku i magisterskie ekonomiczne na Uniwersytecie w Białymstoku.
W czasach PRL w 1982 zarejestrowany w Centralnym Rejestrze Współpracowników Wojskowej Służby Wewnętrznej jako tajny współpracownik. Czesław Renkiewicz złożył oświadczenie lustracyjne, w którym zaprzeczył współpracy; w postępowaniu sądowym oświadczenie to prawomocnie zostało uznane za zgodne z prawdą.
Od 1980 do 1983 był zatrudniony w Zakładach Sprzętu Oświetleniowego i Elektromechanicznego „Polam-Suwałki”. Następnie podjął pracę w suwalskim urzędzie miejskim, a od 1988 pracował w urzędzie skarbowym w tym samym mieście, dochodząc do stanowiska naczelnika. Po wyborach samorządowych w 2006 prezydent Suwałk Józef Gajewski powołał go na swojego pierwszego zastępcę.
W wyborach w 2010 wystartował na urząd prezydenta Suwałk z ramienia lokalnego komitetu wyborczego „Suwałki – wizja Gajewskiego”, skupiającego współpracowników zmarłego kilka miesięcy wcześniej Józefa Gajewskiego. Wygrał w pierwszej turze, uzyskując ok. 71% głosów. W 2014 uzyskał reelekcję w drugiej turze głosowania. W 2018 został natomiast wybrany na kolejną kadencję w pierwszej turze wyborów. W 2024 utrzymał urząd prezydenta Suwałk na kolejną kadencję, wygrywając w drugiej turze.
W 2005 otrzymał Srebrny Krzyż Zasługi.